# Alan Pardew
Alan Scott Pardew (sinh 18 tháng 7 năm 1961) là huấn luyện viên và cựu cầu thủ bóng đá chuyên nghiệp người Anh. Câu lạc bộ gần nhất của ông là Aris Thessaloniki ở giải Greek Super League.
Những thành công lớn nhất của chiến lược gia này trong thể thao bao gồm ba lần tiến đến trận chung kết cúp FA, lần đầu tiên khi còn là cầu thủ chơi cho Crystal Palace, sau đó là trong vai trò huấn luyện viên của West Ham United năm 2006 và gần đây nhất là khi dẫn dắt Crystal Palace để thua Manchester United năm 2016. Ông còn có ba lần thăng hạng trong sự nghiệp khi là cầu thủ của Crystal Palace, sau đó là huấn luyện viên của Reading và West Ham. Ông từng dẫn dắt Newcastle United từ năm 2010 đến 2014.